# Енд'юренс (корабель, 1912)
«Енд'ю́ренс», «Ендью́ренс» (англ. Endurance, букв. — «Витривалість») — трищоглова баркентина, що взяла участь у Імперській Трансантарктичній Експедиції 1914 року. У 1915 році була розтрощена льодами і затонула у морі Ведделла.

## Конструкція
Спроектований О. А. Ларсеном, «Енд'юренс» був збудований на верфі фірми Фрамнес (Framnæs shipyard) у Саннефіорді (Норвегія), повністю закінчений 17 грудня 1912 року. Будування велось під наглядом кораблебудівника Крістіана Якобсена (Christian Jacobsen). Він настояв на тому, щоб всі будівники корабля були не тільки умілими корабелами, але й мали досвід ходіння в морі (полюванні китів та тюленів). Кожен елемент конструкції був ретельно продуманий, щоб забезпечити максимальну міцність, кожне з'єднання і кожен вузол щільно розпиралися один одним для міцності.
Корабель був спущений на воду 17 грудня 1912 року і первісно отримав назву «Поларіс» («Polaris» — букв. «Полярна зірка»). Довжина корабля складала 44 метри, ширина по бімсу — 7,6 метра, з водотоннажністю 348 тонн. Зовнішньо він виглядав так само, як інші судна подібного розміру, але бувши розробленим спеціально для полярних плавань, він мав дуже кремезну будову. Кіль складався з чотирьох дубових деревин, розташованих одна над однією, у результаті чого товщина кільової частини сягала 2,2 метра, у той час як борти були від 7,6 см до 4,6 сантиметра завтовшки, з подвоєним числом шпангоутів, які теж зробили удвічі товстішими. За матеріали використовувались дуб та норвезька ялина до 7,6 см завтовшки, обшиті серцевиною дерева Chlorocardium rodiei («залізним деревом»). Носу, який мав зустрітись з полярними льодами «у лоб», приділялась особлива увага. Кожен тимберс збирався з деталей, які вироблялись з одного стовбура дуба, що пройшов потрійне добирання — природна кривина мала відповідати потрібній кривині деталей корабля. Товщина тимберсів сягала 1,3 метра.
Корабель мав три щогли: перша несла прямі вітрила, а інші дві малі гафельне оснащення. Поряд з вітрилами, баркентина мала парову машину на вугіллі потужністю у 350 кінських сил (260 кВт), яка уможливлювала йти зі швидкістю до 10,2 вузла (18,9 км/год).

## Власники
Замовниками корабля «Поляріс» були Адрієн де Жерлаш і Ларс Кристенсен, які мали намір використовувати його як туристське для полярних сафарі (полювання білих ведмедів). Але грошові утруднення вимусили де Жерлаша відмовитися від своєї участі у власності, а Кристенсен насамкінець продав корабель відомому полярному досліднику Ернесту Шеклетону за 11 600 фунтів стерлінгів (що було менше собівартості). Після купівлі судна Шеклетон перейменував його на «Енд'юренс» («Витривалість»), на честь фамільного девізу Шеклтонів: «Fortitudine vincimus» («Витривалістю перемогаємо»). «Енд'юренс» став одним з двох суден, призначених для Імперської Трансантарктичної Експедиції, метою якої було перетинання Антарктичного материка (другим стала вітрильно-парова яхта «Аврора»).
Протягом попередніх 16 років майже двох дюжин дерев'яних суден вирушали в антарктичні моря, всі повернулись назад, окрім яхти «Аврора». Лондонський Ллойдс і Морська Страхова Компанія оцінили корпус, машину і оснащення у 15 000 фунтів. Перед самим відплиттям, «Таймс» повідомила, що «Досі страхівка суден, які досліджували Антарктику, закінчувалась в останньому порту перед льодовим плаванням. „Енд'юренс“ буде першим судном, яке страхуватиметься у льодовій зоні».
Газета «Таймс» зазначила, що «Енд'юренс» «збудований спеціально для полярних морів», додавши, що «у льодових морях не буває бурних хвиль, які спричиняють так багато лиха в тепліших областях».

## Останнє плавання
«Енд'юренс» знявся з якоря у Плімуті (Англія) 6 серпня 1914 року і взяв курс на Буенос-Айрес (Аргентина). Це було першим серйозним плаванням після завершення побудови і підготови до випробувальної подорожі. Шлях через Атлантику тривав менш ніж два місяці. Корпус корабля, збудований для плавби у льодах, здався багатьом з його екіпажу надто округлим для відкритого океану.
26 жовтня 1914 року «Енд'юренс» залишив порт Буенос-Айреса, і взяв курс на китобійну базу у Грютвікені на острові Південна Георгія, куди прибув 5 листопада. Вона стала останнім портом, куди він зайшов перед полярним плаванням. Місяць по тому, 5 грудня 1914 року «Енд'юренс» вийшов з Грютвікена, прямуючи у південні області моря Уедделла. Два дні після відплиття, корабель уперше зустрівся з паковими льодами і просування на південь сповільнилось. Тижнями «Енд'юренс» пробивав собі шлях серед крижин, роблячи менш ніж 30 миль (48 км) у день. На 15 січня 1915 року він був приблизно у 200 милях (320 км) від мети свого плавання, затоки Фазеля. Проте, наступного дня уранці було помічено важкий паковий лід, а опівдні піднявся шторм. За таких умов було очевидно, що просуватися далі неможливо, і «Енд'юренс» укрився з підвітреного боку масивного айсберга, який сидів на мілині. Протягом наступних двох днів корабель рухався вперед і назад під його прикриттям.
На 18 січня шторм почав вщухати, на баркентині підняли верхні вітрила, машину встановили на тихий хід. Крига розійшлася. Просування на південь продовжилось. Але вільна плавба тривала лише кілька годин. Незабаром «Енд'юренс» знову був оточений льодами. Було вирішено просуватися вперед, проробляючи шлях через них. О п'ятій годині дня корабель увійшов у плавні льоди. Вони були не ті, що зустрічалися екіпажу раніше: товстіші, але м'які та крихкі. Вони оточили «Енд'юренс», шторм знову посилився. Вітер дув з півночі і на 24 січня він остаточно стиснув лід у морі Уедделла, захаращивши його торосами. «Ед'юренс» опинився у льодовому полоні. Все, що залишалось команді — чекати зміни вітру на південний, який би розчистив кораблю дорогу на північ. Проте, дні минали, а лід залишався непорушним.

## Загибель

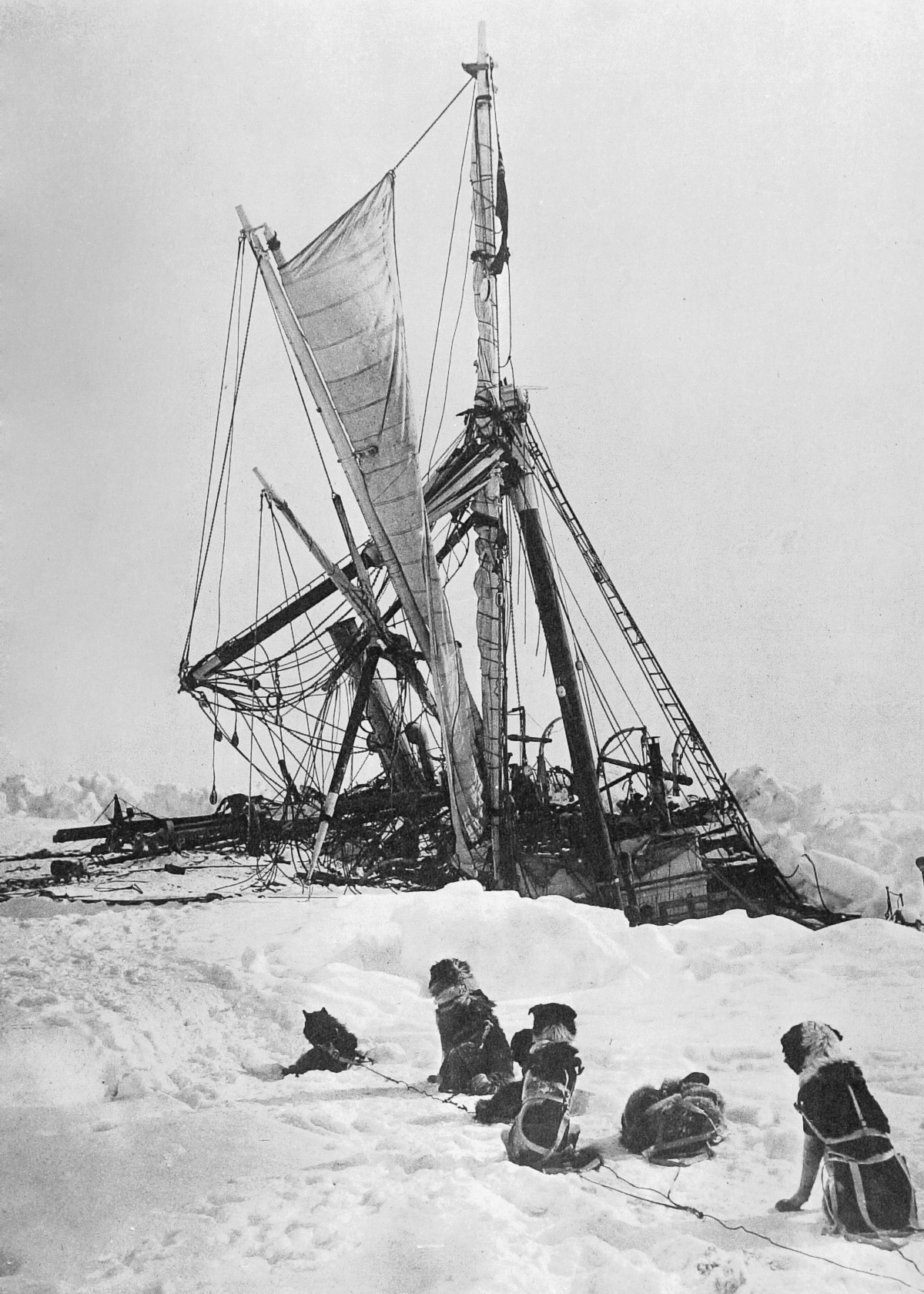
Кінець «Енд'юренса»

«Енд'юренс» дрейфував у морі Ведделла, у полоні пакового льоду, протягом кількох місяців (січень — листопад 1915 року). Мінливі погодні умови антарктичної весни призвели до зростання льодового тиску на корпус корабля, яке почалося 27 жовтня 1915 року, у внутрішні приміщення стала поступати вода. Уранці 21 листопада ніс корабля почав занурюватися під кригу, екіпаж мусив залишити баркентину. Керівник експедиції Ернест Шеклтон з п'ятьма іншими членами команди вирушив на одній з рятувальних шлюпок (названу «Джеймс Кейрд») до Південної Георгії по допомогу.

## Пошук останків корабля
У 1998 році у кінця Стинкер на південному боці острова Мордвинова (Елефант) були знайдені рештки затонулого корабля, які помилково визнали рештками «Енд'юренса». Насправді це було затонуле у 1877 році тюленебійне судно «Чарлз Ширер» (Charles Shearer). У 2001 році Давід Мернс, шукач затонулих кораблів, планував експедицію з пошуку «Енд'юренса», але вона не здійснилася. На 2003 рік дві групи-суперники також планували шукати корабель, але жодній не вдалося втілити свій задум у життя. У 2010 Давід Мернс оголосив новий план пошуку, який спонсується Національним Географічним Товариством, але він вимагає коштів на суму у 10 мільйонів доларів (за попереднім кошторисом). Дослідження доктора Адріана Гловера з Музею Природничої Історії в Лондоні припускає, що дія течії Західних Вітрів могла вберегти корпус корабля від руйнування корабельними червами.
У липні 2021 року було оголошено, що на початку 2022 року запуститься нова експедиція Endurance22 для дослідження уламків Енд’юренс з використанням підводної технології Saab. Якщо знайдуть, уламки їх не будуть чіпати, а ліше відсканують в 3D.
9 березня 2022 року було оголошено, що експедиці Endurance22 успішно знайшла уламки корабля Енд’юренс у морі Ведделла на глибині 3008 метрів.  Першовідкривачі на борту дослідницького судна S.A. Agulhas II повідомляють, що уламки корабля перебувають у надзвичайно хорошому стані. Жодна частини корабля чи його уламків не була порушена, оскільки зараз судно є охоронюваним історичним об’єктом і пам’ятником згідно з Договором про Антарктику.

## Екіпаж
Екіпаж «Енд'юренса» у його останньому плаванні складався з 28 осіб, перелічених нижче. У дужках вказано національну належність.
- Сер Ернест Шеклтон (Sir Ernest Shackleton), керівник експедиції (ірландець)
- Френк Вайлд (Frank Wild), заступник керівника (англієць)
- Френк Ворслі (Frank Worsley), капітан (новозеландець)
- Лайонел Ґрінстріт (Lionel Greenstreet), старший помічник капітана (новозеландець)
- Том Крін (Tom Crean), другий помічник (ірландець)
- Алфред Читем (Alfred Cheetham), третій помічник (англієць)
- Г'юберт Гадсон (Hubert Hudson), штурман (англієць)
- Луї Рікінсон (Louis Rickinson), інженер (англієць)
- Александр Керр (Alexander Kerr), інженер (англієць)
- Александр Маклін (Alexander Macklin), лікар (індієць)
- Джеймс Макілрой, лікар (James McIlroy) (уродженець Північної Ірландії)
- Сер Джеймс Ворді (Sir James Wordie), геолог (шотландець)
- Леонард Гассі (Leonard Hussey), метеоролог (англієць)
- Реджиналд Джеймс (Reginald James), фізик (англієць)
- Роберт Кларк (Robert Clark), біолог (шотландець)
- Френк Герлі (Frank Hurley), фотограф (австралієць)
- Джордж Марстон (George Marston), художник (англієць)
- Томас Орд-Ліз (Thomas Orde-Lees), машиніст і баталер (англієць)
- Гаррі («Чиппі») Макніш (Harry «Chippy» McNish), тесляр (шотландець)
- Чарлз Ґрін (Charles Green), кок (англієць)
- Волтер Гау (Walter How), матрос першої статті (англієць)
- Вілльям Бейквелл (William Bakewell), матрос першої статті (американець, також припускається канадське походження)
- Тімоті Маккарті (Timothy McCarthy), матрос першої статті (ірландець)
- Томас Маклеод (Thomas McLeod), матрос першої статті (англієць)
- Джон Вінсент (John Vincent), боцман (англієць)
- Ернест Голнесс (Ernest Holness), кочегар (англієць)
- Вілльям Стівенсон (William Stephenson), кочегар (англієць)
- Пірс Блекбороу (Perce Blackborow), стюард (валлієць)

## Пам'ять
- У 1920 році в Америці вийшов документальний фільм «Дно світу» (The Bottom of the World) присвячений полярному плаванню «Енд'юренса».
- У 1959 році вийшла книжка Альфреда Ленсінга «Енд'юренс. Неймовірна подорож Шеклтона» (Endurance: Shackleton's Incredible Voyage), яка оповідає про подвиг команди корабля.
- Два антарктичних кораблі британського флоту на честь корабля Шеклтона були названі «Енд'юренс».
- «Енд'юренс» — ім'я двох кораблів флоту Республіки Сінгапур.
- У 2000 році режисером Джорджем Батлером про експедицію Шеклтона був знятий документальний фільм «Енд'юренс».
- «Енд'юренс» — назва космічного корабля у фільмі «Зоряні війни».
- «Енд'юренс» — назва зорельота у фільмі Крістофера Нолана «Інтерстеллар».
- Енд'юренс — кратер на Марсі, названий на честь корабля Шеклтона.
- У 2024 році LEGO випустили конструктор «Енд'юренс» на честь корабля.

## Цікаві факти
Часто можна прочитати, що Шеклтон, вербуючи людей для екіпажу «Енд'юренса», начебто розмістив в одній з газет таке оголошення:
|  | «Потрібні чоловіки для ризикованої подорожі. Маленька зарплатня, лютий холод, місяці повної темряви, постійна небезпека, щасливе повернення сумнівне. Честь і визнання у разі успіху. Сер Ернест Шеклтон». Оригінальний текст (англ.) «Men wanted for hazardous journey. Small wages, bitter cold, long months of complete darkness, constant danger, safe return doubtful. Honour and recognition in case of success. Sir Ernest Shackleton». |

Жодного свідоцтва, яке б підтверджувало цей факт, не знайдено.

## Галерея

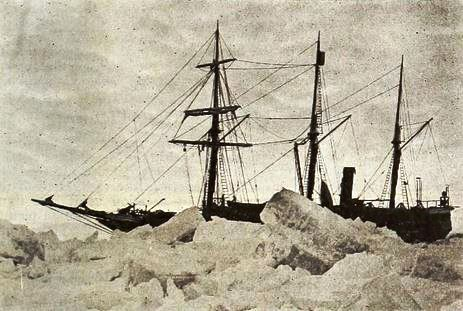
Кадр із документального фільму «Дно світу» (1920)
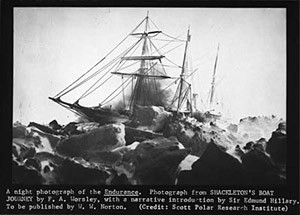
«Енд'юренс» у кригах. Фото Ф. Гарлі
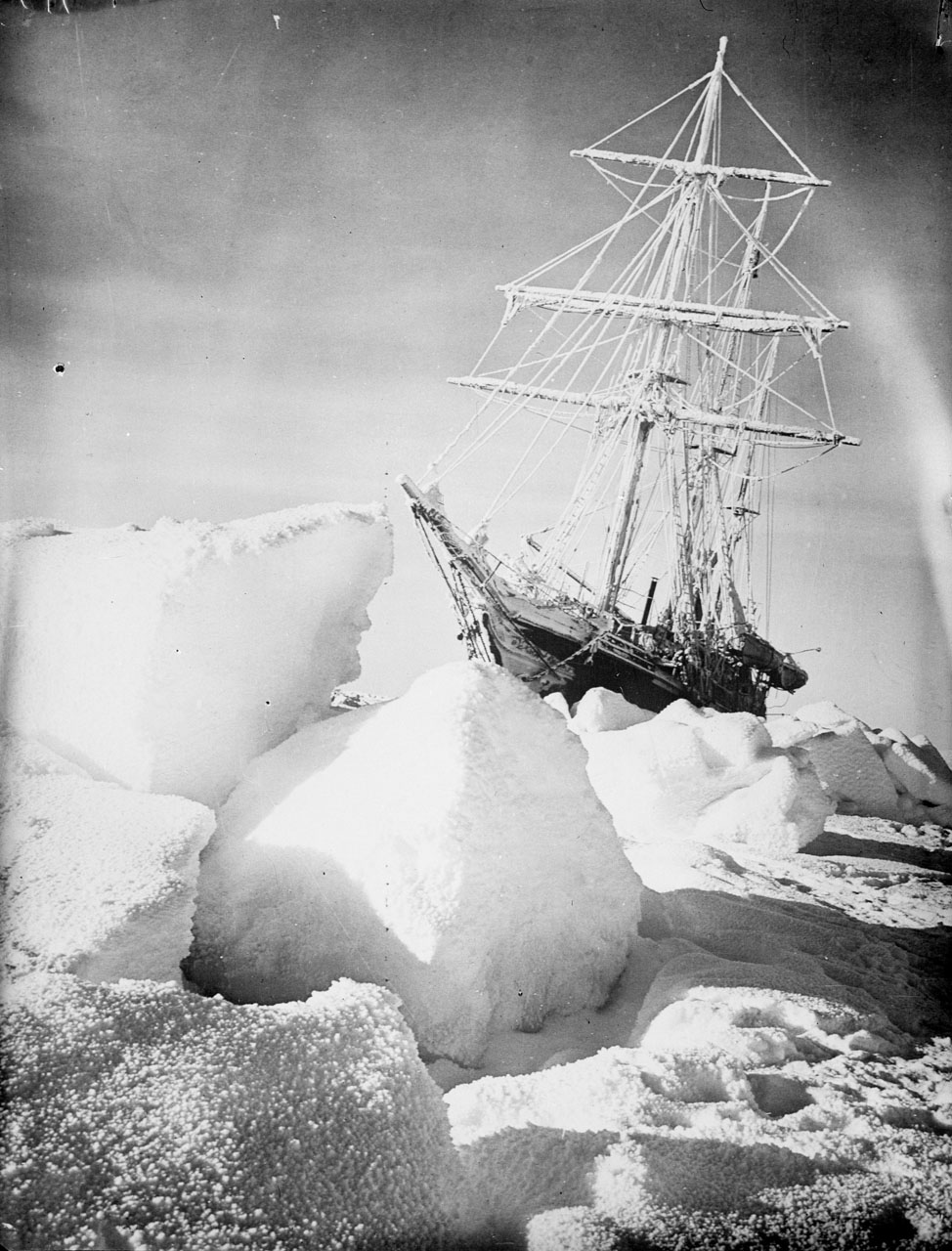
«Енд'юренс» у кригах
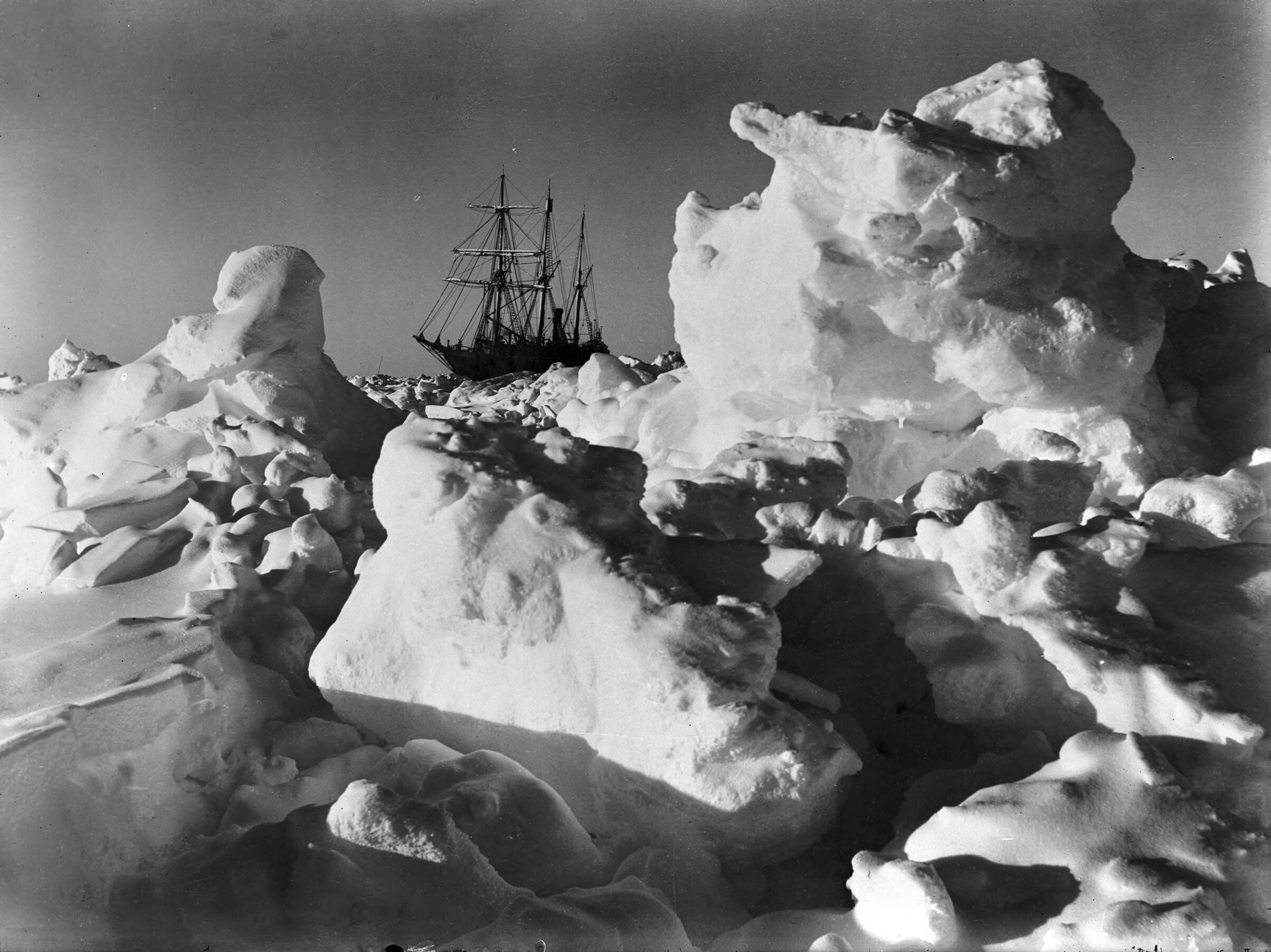
«Енд'юренс» у полоні пакового льоду
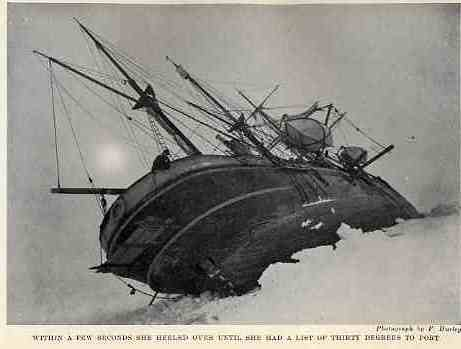
Загибель «Енд'юренса»
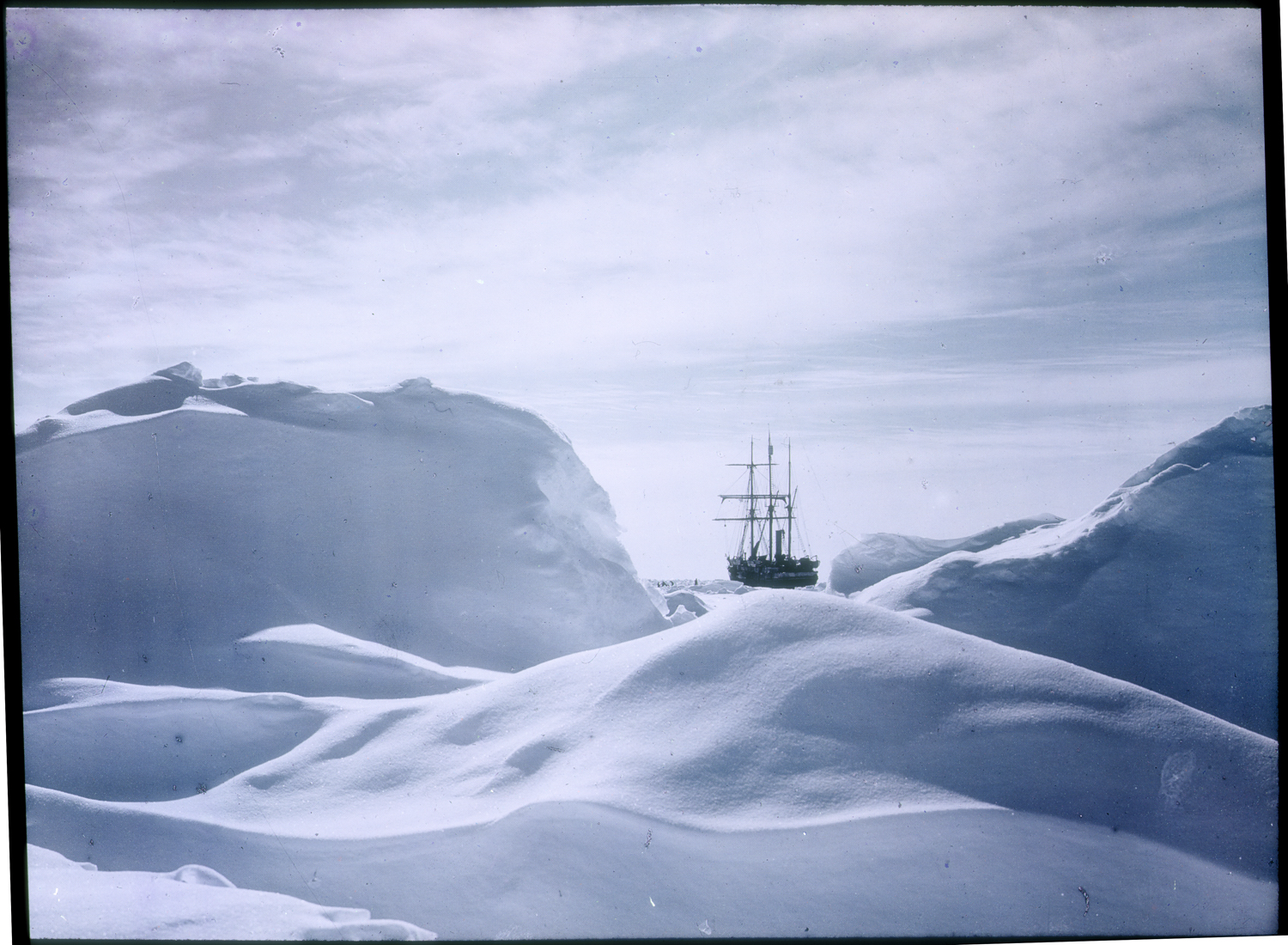
Полярне маяння («Енд'юренс» у кригах). Фото Ф. Гарлі
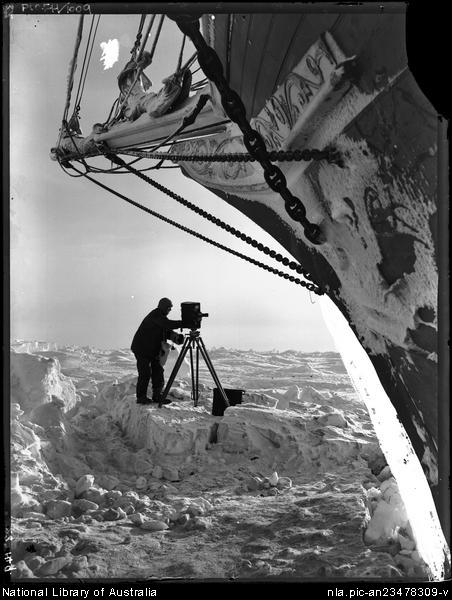
Фотограф Френк Гарлі при роботі